# Mwaya
Mwaya  este un oraș  în  partea de sud a Tanzaniei, în Regiunea Morogoro. La recensământul din 2002 înregistra 5.823 locuitori.